# Rio Melville Hall
O Melville Hall é um dos principais rios da Dominica, ele percorre todo o seu trajeto dentro da paróquia de Saint Andrew. O Melville Hall nasce na região montanhosa do interior da ilha, passa entre as cidades de Wesley e Marigot e deságua na costa leste da ilha, no Oceano Atlântico.